# Oliver McBurnie
Oliver McBurnie (Leeds, Anglia, 1996. június 4. –) skót labdarúgó, aki jelenleg a Sheffield United játékosa.

## Pályafutása

### Bradford City
McBurnie a Bradford City ifiakadémiáján szerepelt, de a 2013-as Milk Cupon a Manchester United színeiben lépett pályára. 2013. augusztus 23-án három évre szóló profi szerződést írt alá a Bradforddal. November 9-én, egy Rotherham United elleni FA Kupa-mérkőzésen mutatkozott be az első csapatban. Kezdőként 2013 decemberében kapott először lehetőséget. A 2013-14-es szezon végén új szerződést ajánlott neki a csapat. 2014 októberében a Bradford menedzsere, Phil Parkinson kilátásba helyezte McBurnie kölcsönadását.
2015. január 22-én egy hónapra kölcsönvette a Chester. Február 20-án visszahívta a Bradford City, miután több játékosa is megsérült. Március 6-án kölcsönben visszatért a Chesterhez.

### Swansea City
2015. július 13-án ismeretlen összeg ellenében leigazolta a Swansea City, hároméves szerződést aláírva a játékossal. A hónap során később bemutatkozhatott a walesi székhelyű klub U21-es csapatában. 2015 novemberében egy hónapra kölcsönvette a negyedosztályú Newport County. November 28-án, a Luton Town ellen mutatkozott be. A mérkőzésen mesterhármast szerzett, annak ellenére, hogy csak az 58. percben állt be csereként. Később 2016 januárjáig meghosszabbították kölcsönszerződését, de a Swansea 2015. december 24-én visszahívta magához.
2016. március 7-én a szezon végéig kölcsönvette a Bristol Rovers. Augusztus 23-án két gólt szerzett a Swansea City első csapatában, egy Peterborough United elleni Ligakupa-mérkőzésen.

### A válogatottban
McBurnie-t 2013 szeptemberében meghívták, hogy az U19-es skót válogatottal eddzen. 2014 novemberében bekerült a csapat keretébe, majd Hollandia ellen be is mutatkozhatott.

## Külső hivatkozások
- Oliver McBurnie pályafutásának statisztikái a Soccerbase oldalon (angolul)